# Diocesi di Coracesio

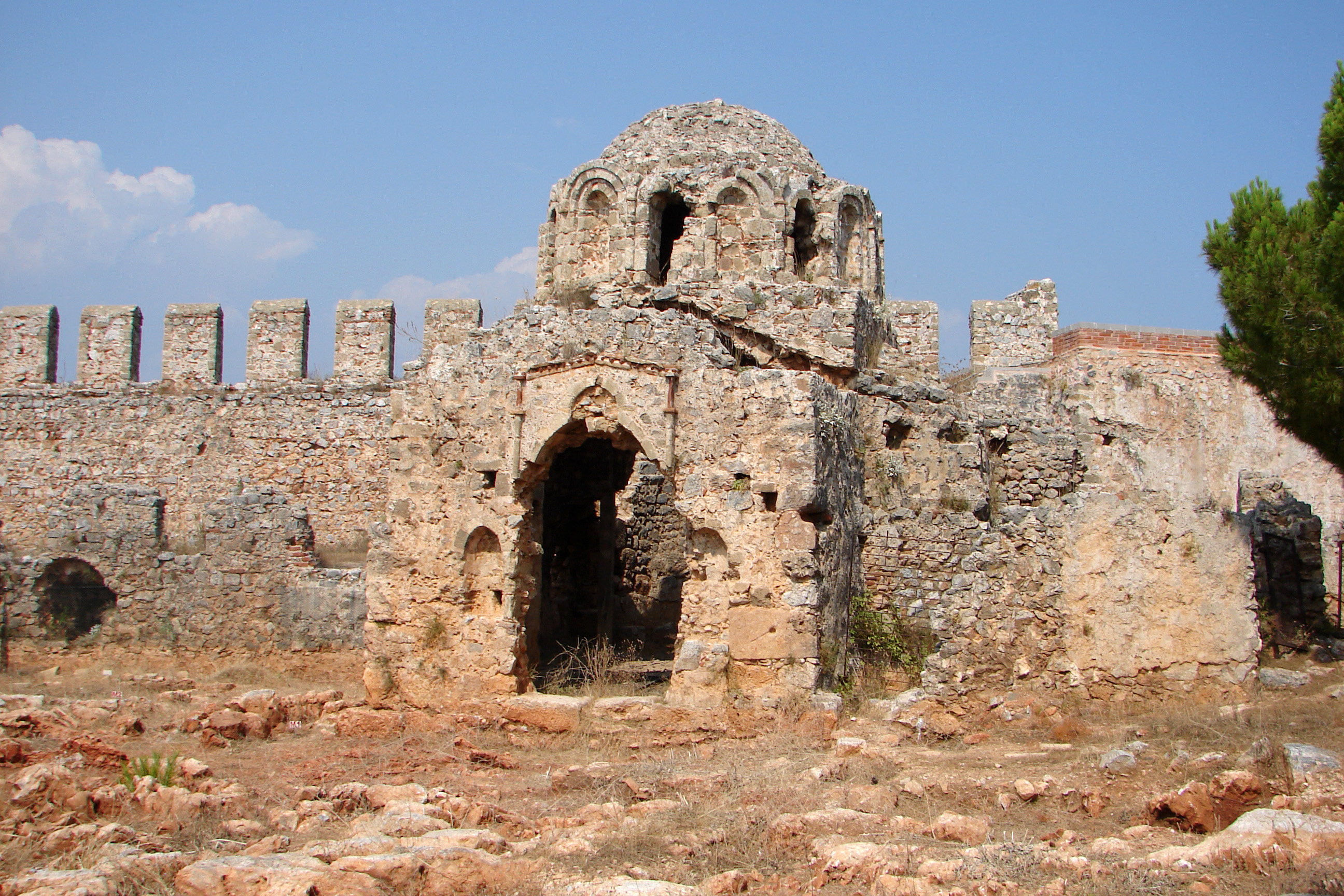
Resti di una chiesa bizantina in Alanya.

La diocesi di Coracesio (in latino Dioecesis Coracesiotana) è una sede soppressa del patriarcato di Costantinopoli e una sede titolare della Chiesa cattolica.

## Storia
Coracesio, corrispondente ad Alanya nell'odierna Turchia, è un'antica sede episcopale della provincia romana della Panfilia Prima nella diocesi civile di Asia. Faceva parte del patriarcato di Costantinopoli ed era suffraganea dell'arcidiocesi di Side.
La diocesi è documentata nelle Notitiae Episcopatuum del patriarcato di Costantinopoli fino al XII secolo.
Cinque sono i vescovi greci noti di questa sede, che presenziarono ai concili ecumenici della loro epoca: Teodolo al concilio di Costantinopoli del 381; Matidiano al concilio di Efeso del 431; Obrimo a quello di Calcedonia del 451; Niceta al concilio di Costantinopoli del 680/81; e Conone, che sottoscrisse gli atti del concilio in Trullo del 691/92.
Dal XIX secolo Coracesio è annoverata tra le sedi vescovili titolari della Chiesa cattolica; la sede è vacante dal 22 giugno 1970.

## Cronotassi

### Vescovi greci
- Teodolo † (menzionato nel 381)
- Matidiano † (menzionato nel 431)
- Obrimo † (menzionato nel 451)
- Niceta † (menzionato nel 680)
- Conone † (prima del 691 - dopo il 692)

### Vescovi titolari
- John Alphonsus Heavey, O.S.A. † (3 maggio 1914 - 14 luglio 1941 nominato vescovo di Cairns)
- Emilio de Brigard Ortiz † (29 luglio 1944 - 26 ottobre 1961 nominato vescovo titolare di Disti)
- Julián Luis Barni Spotti, O.F.M. † (14 agosto 1962 - 22 giugno 1970 nominato vescovo di Matagalpa)